# Jailly-les-Moulins
Jailly-les-Moulins é uma comuna francesa na região administrativa da Borgonha-Franco-Condado, no departamento de Côte-d'Or. Estende-se por uma área de 9,67 km². Em 2010 a comuna tinha 82 habitantes (densidade: 8,5 hab./km²).